# Leucopogonella
Leucopogonella is een geslacht van halfvleugeligen (Hemiptera) uit de familie witte vliegen (Aleyrodidae), onderfamilie Aleyrodinae.
De wetenschappelijke naam van dit geslacht is voor het eerst geldig gepubliceerd door Dumbleton in 1961. De typesoort is Leucopogonella sinuata.

## Soorten
Leucopogonella omvat de volgende soorten:
- Leucopogonella apectenata Dumbleton, 1961
- Leucopogonella pallida Dumbleton, 1961
- Leucopogonella simila Dumbleton, 1961
- Leucopogonella sinuata Dumbleton, 1961